# Koralówka czerwonowierzchołkowa
Koralówka czerwonowierzchołkowa (Ramaria botrytis (Pers.) Ricken) – gatunek grzybów z rodziny siatkoblaszkowatych (Gomphaceae). Gatunek typowy rodzaju Ramaria. Jego owocniki mogą dorastać do 15 cm szerokości i 20 cm wysokości i przypominają wyglądem koralowiec. Rozgałęzienia owocnika są początkowo białawe, ale z wiekiem stają się płowe lub brązowe, z końcówkami od różowego do czerwonawego. Miąższ jest gruby i biały. Zarodniki, żółtawe w wysypie, są elipsoidalne, posiadają podłużne żebrowania i mierzą około 13,8 × 4,7 mikrometrów. Grzyb jadalny.
Szeroko rozpowszechniony gatunek, występuje w Ameryce Północnej, Afryce Północnej, Europie Środkowej i Wschodniej, Australii i Azji. Grzyb mykoryzowy współżyjący z drzewami liściastymi i owocujący na glebie obszarów leśnych. Istnieje kilka gatunków grzybów klawaroidalnych, które są morfologicznie podobne do R. botrytis. Zazwyczaj porównanie siedlisk lub cech morfologicznych takich jak kolor lub cechy rozgałęzień wystarcza do identyfikacji, jednak czasami do rozróżnienia gatunków wymagana jest mikroskopia. Owocniki koralówki czerwonowierzchołkowej są jadalne, a młode okazy mają łagodny, „owocowy” smak. Niektórzy autorzy ostrzegają przed efektami przeczyszczającymi u osób podatnych. Grzyb zawiera kilka związków chemicznych o aktywności biologicznej in vitro, a owocniki mają działanie przeciwdrobnoustrojowe przeciwko kilku gatunkom i szczepom bakterii lekoopornych, które powodują choroby u ludzi.

## Systematyka i nazewnictwo
Pozycja w klasyfikacji według Index Fungorum: Ramaria, Gomphaceae, Gomphales, Phallomycetidae, Agaricomycetes, Agaricomycotina, Basidiomycota, Fungi.
Gatunek został po raz pierwszy opisany jako Clavaria botrytis w 1797 roku przez Christiana Hendrika Persoona. W 1821 roku Elias Fries zatwierdził nazwę rodzajową Clavaria i potraktował Ramaria jako sekcję Clavaria. Obecną nazwę nadał mu w 1918 roku Adalbert Ricken. Przestarzałe synonimy historyczne obejmują Corallium botrytis Gottholda Hahna z 1883 roku i odmianę Clavaria botrytis var. alba Arthura Anselma Pearsona, która nie jest już uznawana za niezależny takson. Currie Marr i Daniel Stuntz opisali odmianę R. botrytis var. aurantiiramosa w ich monografii gatunków koralówek zachodniego Waszyngtonu z 1973 roku; Edwin Schild i G. Ricci opisali odmianę compactospora z Włoch w 1998 roku. W 1950 roku Edred John Henry Corner przeniósł Clavaria holorubella George’a F. Atkinsona z 1908 roku do odmiany R. botrytis var. holorubella, ale ten takson jest obecnie znany jako niezależny gatunek Ramaria holorubella.
Epitet botrytis pochodzi od greckiego słowa βότρυς (botrus) oznacza „grono winogron”. W regionie Cofre de Perote w Veracruz w Meksyku R. botrytis jest znany pod lokalnymi nazwami escobea, co oznacza „mała miotła” lub pechuga, co oznacza „mięso z piersi kurczaka”.
Ramaria botrytis została uznana za gatunek typowy rodzaju Ramaria w 1933 roku przez Marinusa Antona Donka. Współczesna analiza molekularna wskazuje, że Ramaria jest polifiletycznym zbiorowiskiem gatunków o klawarioidalnych owocnikach. Zgodnie z podrodzajowym schematem klasyfikacji zaproponowanym przez Marra i Stuntza R. botrytis jest zaliczany do podrodzaju Ramaria, który obejmuje gatunki posiadające wyżłobione zarodniki, sprzążki obecne w strzępkach i owocniki o dużym, obficie rozgałęzionym wyglądzie przypominającym kalafior. Analiza filogenetyczna rybosomalnego DNA 28S sugeruje, że R. botrytis jest blisko spokrewniony z R. rubrievanescens i że gatunki te tworzą klad, który ma niedawnego wspólnego przodka z rodzajem Gautieria.
Ma 16 synonimów naukowych. Władysław Wojewoda w 1999 roku zarekomendował dla R. botrytis polską nazwę „koralówka czerwonowierzchołkowa”. Jest ona spójna z nazwą naukową. Wcześniej polscy mykolodzy nadawali mu inne nazwy: „płaskosz groniasty” (Józef Jundziłł, 1830), „goździanka groniasta”, „goździeniec groniasty”, „kozia broda kalafiorowa” (Feliks Berdau, 1876), „goździec groniasty” (Franciszek Błoński, 1899), „gałęziak groniasty” (Józef Teodorowicz, 1933), „koralówka groniasta” (W. Wojewoda, 1998).

## Morfologia
Owocnik

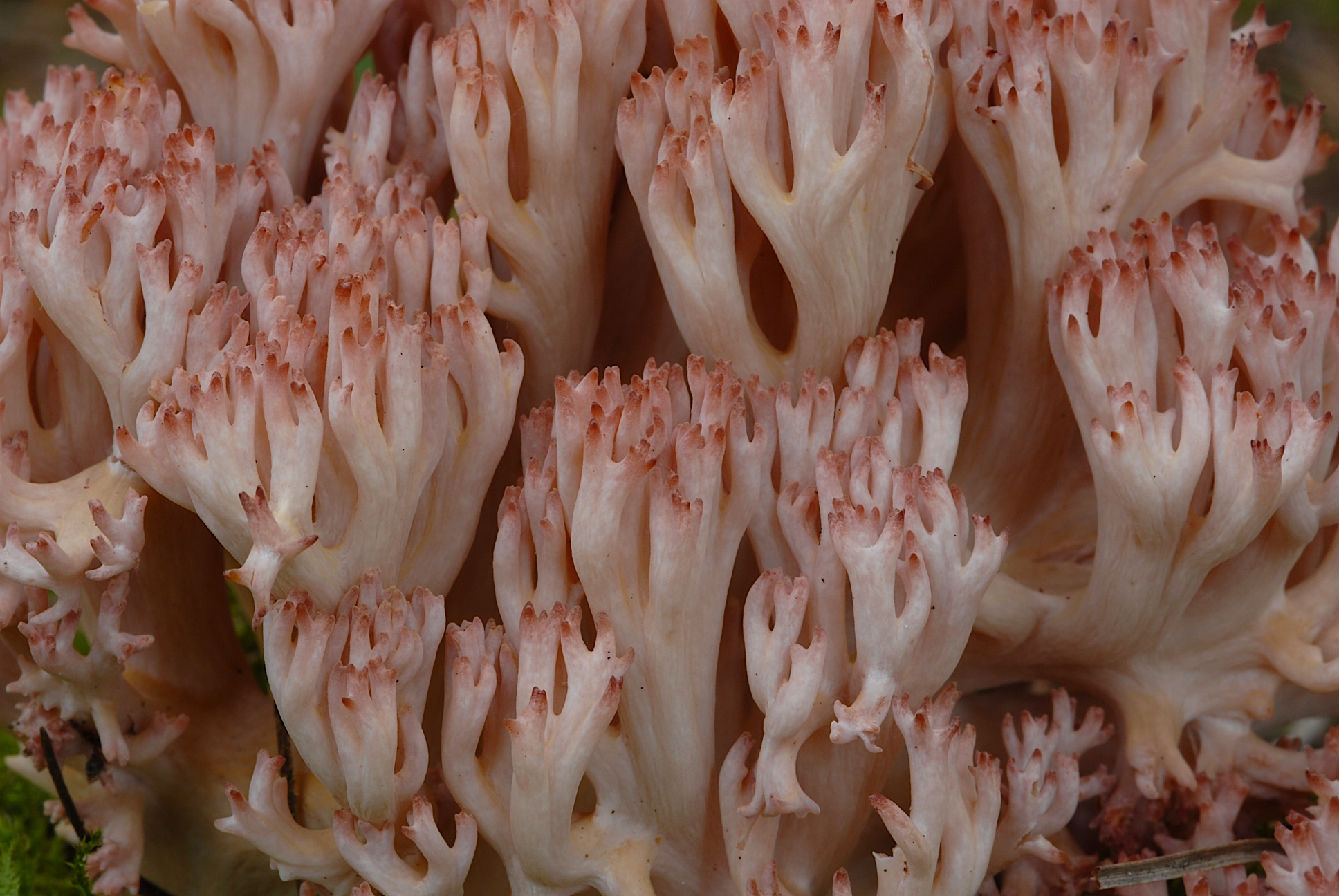
Rozgałęzienia są białawe z czerwonawymi końcówkami

Krzaczkowaty o wysokości od 6 do 20 cm i szerokości od 6 do 30 cm. Są to mięsiste masy podobne do kalafiora, z trzonem, który dzieli się na kilka głównych rozgałęzień, które dodatkowo się rozgałęziają. Trzon jest krótki i gruby – od 1,5 do 6 cm średnicy – i zwęża się w dół. Początkowo biały, z wiekiem zarówno trzon, jak i rozgałęzienia stają się bladożółte do płowobrązowych Stare owocniki mogą blaknąć i stać się prawie białe lub przybrać kolor ochry z powodu opadłych zarodników. Wzór rozgałęzień jest nieregularny, z nielicznymi i grubymi gałęziami pierwotnymi – zazwyczaj o 2–3 cm średnicy – a końcowe rozgałęzienia są smukłe (2–3 mm), i zwykle kończą się na od pięciu do siedmiu rozgałęzień. Końcówki gałązek są różowe do fioletowo-czerwonych. Odczynnik Melzera nanoszony na tkankę trzonu ujawnia słabą reakcję amyloidalną, prawidłowy wynik reakcji otrzymuje się dopiero po co najmniej 30 min. Reakcja ta może być wykorzystana do odróżnienia R. botrytis od innych podobnych grzybów.
Miąższ
Miąższ grzyba jest zwarty, biały i ma zapach określany różnie jako niewyraźny lub przyjemny.
Cechy mikroskopowe

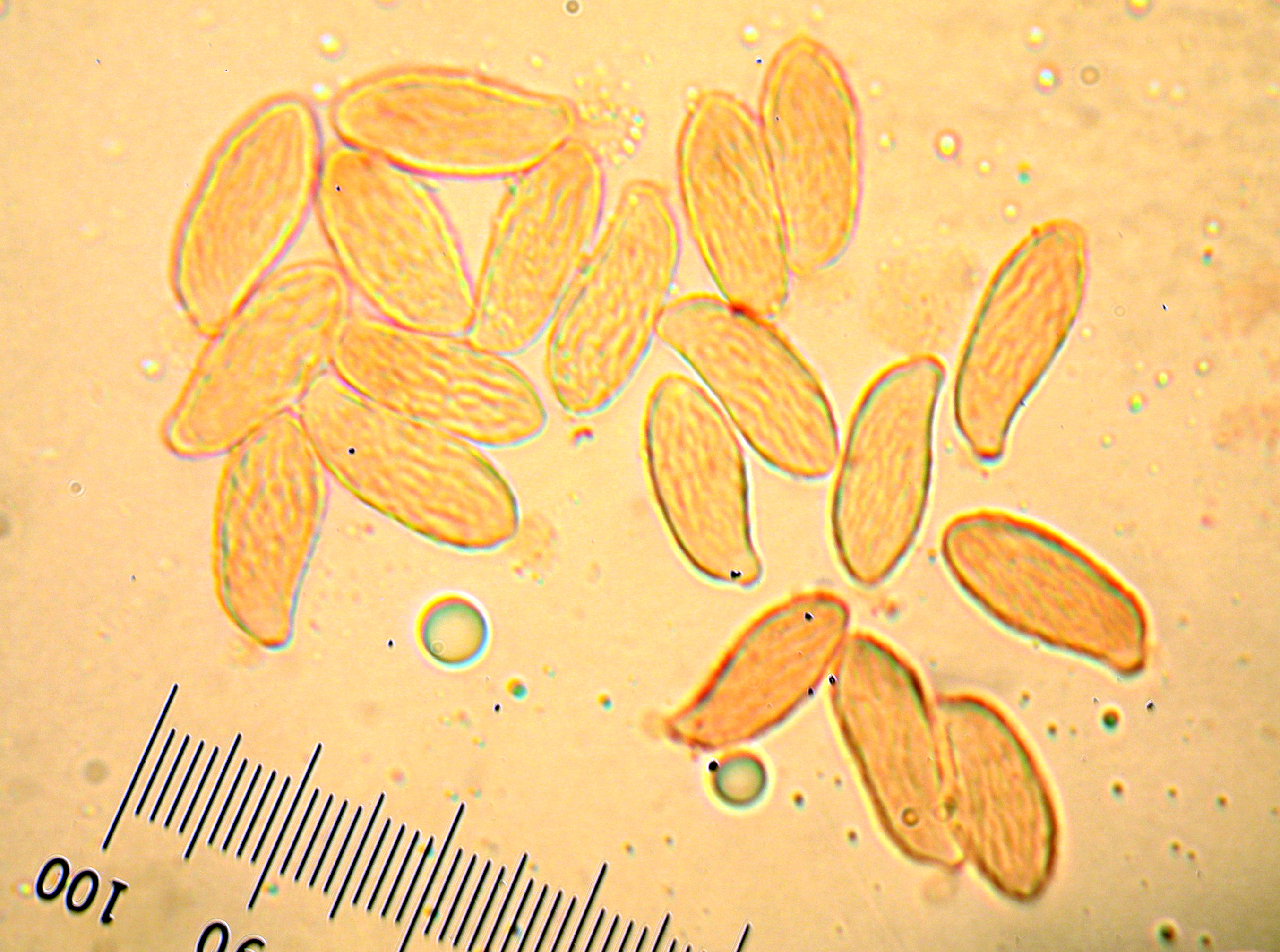
Zarodniki cylindryczne do esowatych mają charakterystyczne podłużne prążki

Zarodniki są wytwarzane przez podstawki na zewnętrznej powierzchni gałązek. Wysyp zarodników jest jasnożółty. W skali mikro mają drobne podłużne lub ukośne prążki, które często łączą się w sieć przypominającą żyły. Mają kształt z grubsza cylindryczny lub esowaty (zakrzywiony jak litera „S”), i wymiary 12–16 na 4–5 µm. Podstawki są czterozarodnikowe (czasami dwuzarodnikowe) i mierzą 59–82 na 8–11 µm. Sterygmy (smukłe wypustki podstawek, które przyczepiają się do zarodników) mają 4–8 µm długości. Hymenium i subhymenium razem mają około 80 µm grubości. Strzępki tworzące subhymenium są splecione, mają 2,5–4,5 µm średnicy, cienkie ścianki i sprzążki.
Odmiany
Odmiana r. botrytis var. aurantiiramosa różni się od bardziej powszechnej odmiany pomarańczowym kolorem górnych rozgałęzień. Odmiana compactospora ma tendencję do wykazywania bardziej wyraźnego winnego, fioletowego lub czerwonego koloru na końcach rozgałęzień i ma mniejsze zarodniki o wymiarach 9,2–12,8 na 4–5,4 µm.
Gatunki podobne
Charakterystyczne cechy koralówki czerwonowierzchołkowej obejmują: duży rozmiar, pomarańczowe, czerwonawe lub purpurowe rozgałęzienia, prążkowane zarodniki o wymiarach średnio 13,8 na 4,7 µm i słabą reakcję amyloidalną tkanki macierzystej. R. rubripermanens ma czerwonawe gałęzie końcowe, podobną sylwetkę i prążkowane zarodniki, ale można go odróżnić od R. botrytis przez znacznie krótsze zarodniki. Inne gatunki, z którymi R. botrytis mogą być mylone, obejmują: koralówkę strojną, która ma gałęzie bardziej różowe niż R. botrytis i żółto zakończone; R. caulifloriformis, występujący w regionie Wielkich Jezior w Stanach Zjednoczonych, którego końcówki rozgałęzień ciemnieją z wiekiem; R. strasseri, który ma żółte do brązowych końcówe; R. rubrievanescens, który ma gałęzie, w których różowy kolor zanika po zerwaniu lub w dojrzałych owocnikach; i R. botrytoides, który najbardziej niezawodnie odróżnia się od R. botrytis przez gładkie zarodniki. Europejski gatunek R. rielii, często mylony z R. botrytis (czasami gatunki uważane są za synonimy), można odróżnić na podstawie cech mikroskopowych: R. reilii nie ma sprzączek jak R. botrytis, a jego zarodniki są dłuższe i szersze, i zamiast prążków mają brodawki. Północnoamerykański gatunek R. araiospora, choć powierzchownie podobny do R. botrytis, ma kilka wyróżniających cech: rośnie pod choinami; ma gałęzie czerwonawe do purpurowych z końcówkami od pomarańczowego do żółtawego; nie ma żadnego wyczuwalnego zapachu; ma brodawkowate, nieco cylindryczne zarodniki o średniej wielkości 9,9 na 3,7 um; i ma nieamyloidową tkankę macierzystą. Jednolicie zabarwione jasnoróżowe do czerwonawych, R. subbotrytis ma zarodniki o wymiarach 7–9 na 3–3,5 µm.

## Występowanie i siedlisko
Koralówka czerwonowierzchołkowa to gatunek ektomikoryzowy, wchodzi w mutualizm z drzewami liściastymi, zwłaszcza z bukiem. W badaniu mającym na celu określenie skuteczności kilku jadalnych grzybów ektomikoryzowych w promowaniu wzrostu i gromadzeniu składników odżywczych eukaliptusa Eucalyptus pellita R. botrytis najlepiej poprawiał kolonizację podłoża i pobieranie makroskładników odżywczych przez korzenie drzewa. Owocniki rosną na ziemi pojedynczo, rozproszone lub w małych grupach wśród opadłych liści na dnie lasu. Mogą również rosnąć w czarcich kołach. Koralówka czerwonowierzchołkowa wiosną zwykle tworzy owocniki w pobliżu krawędzi topniejących śniegów. W Korei występuje powszechnie w miejscach, w których pojawia się również ceniony grzyb gąska sosnowa (matsutake).
Koralówka czerwonowierzchołkowa występuje w Afryce (Tunezja), Australii, Chile, Azji (w tym we wschodnich Himalajach Indii, Nepalu, Japonii, Korei, Pakistanie, Chinach, Rosyjskim Dalekim Wschodzie i Turcji) oraz Europie (w tym w Polsce, Holandii, Francji, Portugalii, we Włoszech, w Bułgarii, i Hiszpanii). Występuje również w Meksyku i Gwatemali. Gatunek szeroko rozpowszechniony w Ameryce Północnej, występuje najczęściej na południowym wschodzie i wzdłuż wybrzeża Pacyfiku. Odmiana R. botrytis var. aurantiiramosa, ograniczona w dystrybucji do hrabstwa Lewis w stanie Waszyngton, łączy się z daglezją zieloną (Pseudotsuga menziesii) i choiną zachodnią (Tsuga heterophylla). Odmiana compactospora znana jest z Sardynii we Włoszech, gdzie stwierdzono, że rośnie na glebie piaszczystej w lasach tworzonych przez chruścinę jagodną (Arbutus unedo), wrzosiec drzewiasty (Erica arborea) i dąb ostrolistny (Quercus agrifolia).
W Polsce W. Wojewoda w 2003 roku przytoczył liczne stanowiska, ale zaznaczył, że jest to gatunek w Polsce rzadki. W następnych latach podano następne stanowiska. Znajduje się na Czerwonej liście roślin i grzybów Polski. Ma status E – gatunek wymierający, którego przetrwanie jest mało prawdopodobne, jeśli nadal będą działać czynniki zagrożenia.

## Znaczenie
Koralówka czerwonowierzchołkowa to gatunek jadalny, a niektórzy oceniają go jako wyborny. Jego smak jest „lekki” lub „owocowy” i bywa porównywany do kiszonej kapusty, zielonych orzeszków ziemnych (świeżo zebranych orzeszków ziemnych, które nie zostały dehydrowane) lub strąków grochu. Starsze owocniki rozwijają kwaśny smak. Jest sprzedawany na rynkach żywności w Japonii jako Nezumi-take (ネズミタケ) i zbierany w naturze w Korei i Nepalu. Gruba podstawa i główne gałęzie wymagają dłuższego gotowania niż mniejsze gałęzie. We włoskim regionie Garfagnana (prowincja Lukka, Toskania) grzyb jest duszony lub marynowany w oleju. Owocniki można konserwować, krojąc w cienkie plastry i susząc. Jeden z przewodników terenowych ocenia jadalność jako „wątpliwą”, ostrzegając przed możliwym niebezpieczeństwem pomylenia okazów z trującą koralówką strojną. Inni autorzy ostrzegają, że niektóre osoby mogą odczuwać skutki przeczyszczające po spożyciu grzyba. Zaleca się ostrożność podczas zbierania owocników w pobliżu zanieczyszczonych obszarów, ponieważ gatunek ten jest znany z bioakumulacji toksycznego arsenu.

### Właściwości chemiczne

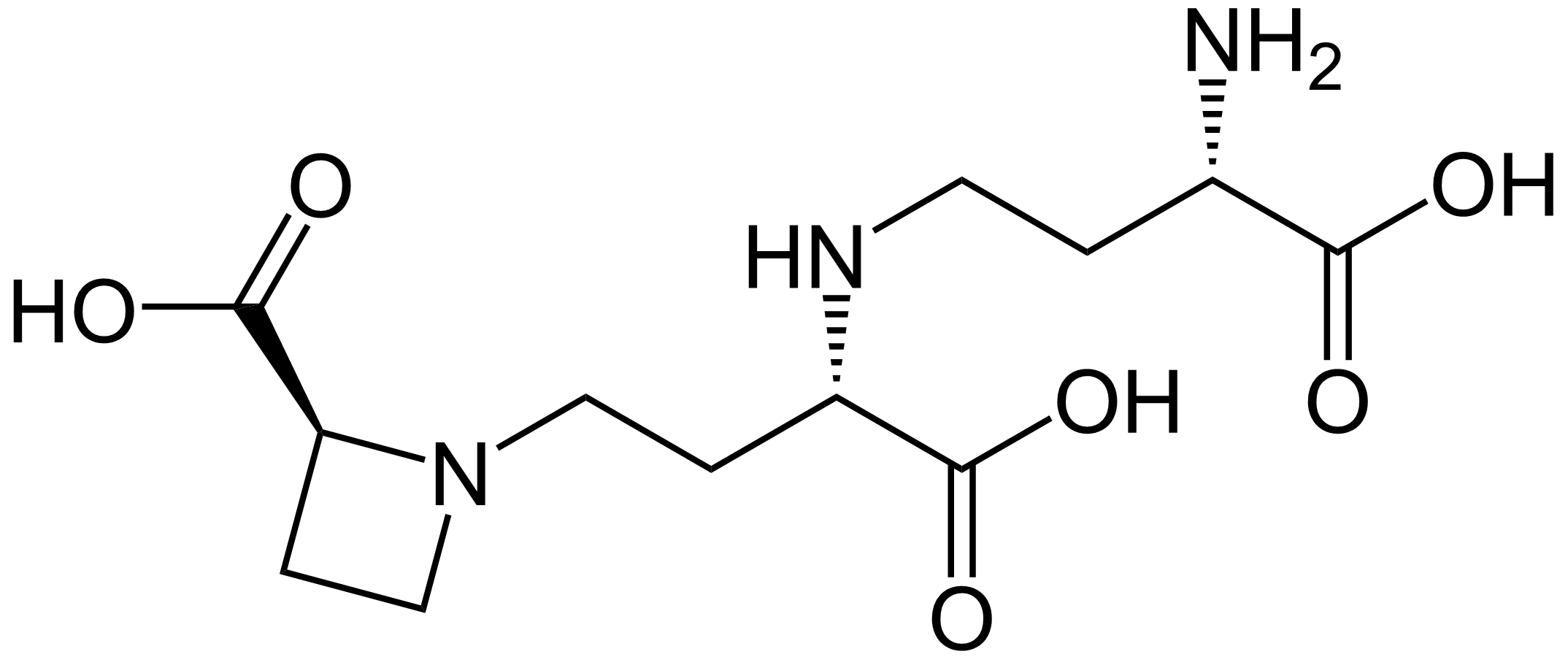
Nikotianamina

Wykazano, że ekstrakty z owocników koralówki czerwonowierzchołkowej korzystnie wpływają na wzrost i rozwój komórek HeLa hodowanych w kulturach tkankowych. Grzyb zawiera nikotianaminę, która jest inhibitorem ACE (konwertazy angiotensyny). Nikotianamina jest związkiem chelatującym metale niezbędne w metabolizmie i wykorzystaniu żelaza w roślinach. Z owocników wyizolowano kilka steroli, 5α,6α-epoksy-3β-hydroksy-(22E)-ergosta-8(14),22-dien-7-on, nadtlenek ergosterolu, cerewisterol i 9α-hydroksycerewisterol, oprócz wcześniej nieznanego ceramidu (2S,2'R,3R,4E,8E)-N-2'-hydroksyoktadekanoilo-2-amino-9-metylo-4,8-heptade-kadien-1,3-diolu.
Testy laboratoryjne pokazują, że owocniki mają działanie przeciwdrobnoustrojowe wobec kilku szczepów bakterii lekoopornych, które są chorobotwórcze dla ludzi. Ekstrakty hamują wzrost bakterii Gram-dodatnich: paciorkowca kałowego i Listeria monocytogenes oraz zabijają Gram-dodatnie gatunki Pasteurella multocida, Streptococcus agalactiae i Streptococcus pyogenes.
W badaniu z 2009 roku 16 portugalskich jadalnych gatunków dzikich grzybów wykazano, że R. botrytis ma najwyższe stężenie kwasów fenolowych (356,7 mg na kg miąższu świeżych owocników), składające się głównie z kwasu protokatechowego; miał również najwyższą zdolność antyoksydacyjną. Związki fenolowe – powszechne w owocach i warzywach – są naukowo badane pod kątem ich potencjalnych korzyści zdrowotnych związanych ze zmniejszonym ryzykiem chorób przewlekłych i zwyrodnieniowych.